# سجل الأرقام القياسية لدرجات الحرارة خلال ألفي سنة الأخيرة

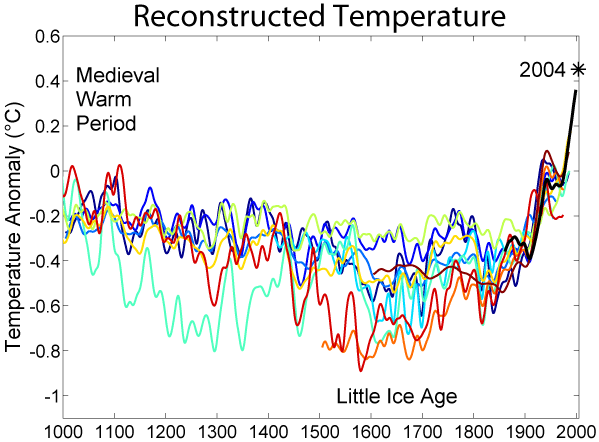
هذه الصورة عبارة عن مقارنة بين 10 عمليات إعادة بناء مختلفة منشورة لمتوسط التغيرات في درجات الحرارة خلال الألفية الثانية. يتم رسم عمليات إعادة البناء الأحدث باتجاه الأمام وبألوان أكثر احمرارًا، وتظهر عمليات إعادة البناء الأقدم باتجاه الخلف وبألوان زرقاء. يظهر أيضًا التاريخ الآلي لدرجة الحرارة باللون الأسود. تم تصنيف الفترة الدافئة في العصور الوسطى والعصر الجليدي الصغير تقريبًا في الأوقات التي يعتقد تاريخيًا أنها حدثت فيها، على الرغم من أنه لا يزال هناك خلاف حول ما إذا كانت هذه أحداث عالمية حقًا أم أنها أحداث إقليمية فقط. يتم أيضًا عرض القيمة السنوية الفردية غير المتجانسة لعام 2004 للمقارنة. (الصورة: سجل درجة الحرارة الآلي.png يوضح مدى ارتباط عام 2004 بالسنوات الأخيرة الأخرى). من غير المعروف أي من عمليات إعادة البناء هذه، إن وجدت، تمثل تمثيلًا دقيقًا لتاريخ المناخ؛ ومع ذلك، فإن هذه المنحنيات تمثل تمثيلاً عادلاً لمجموعة النتائج التي تظهر في الأدبيات العلمية المنشورة. ومن ثم فمن المرجح أن تلعب عمليات إعادة البناء هذه، سواء كانت دقيقة أم لا، دوراً مهماً في المناقشات الجارية حول تغير المناخ العالمي والاحتباس الحراري. بالنسبة لكل عملية إعادة بناء، تم تحسين البيانات الأولية بشكل عقدي باستخدام متوسط متحرك مرجح غاوسي σ = 5 سنوات. أيضًا، تم تعديل كل عملية إعادة بناء بحيث يتطابق متوسطها مع متوسط السجل الآلي خلال فترة التداخل. ولم يتم تعديل التباين (أي حجم التقلبات) (باستثناء حالة واحدة مذكورة أدناه). باستثناء ما هو مذكور أدناه، فإن جميع البيانات الأصلية لهذه المقارنة تأتي من هنا والروابط الموجودة فيه. وتجدر الإشارة أيضًا إلى أن العديد من عمليات إعادة بناء المناخ الماضي تشير إلى وجود أشرطة خطأ كبيرة، وهي غير ممثلة في هذا الرقم.

أُعيد تنظيم سجل الأرقام القياسية لدرجات الحرارة في ألفي سنة الأخيرة باستخدام بيانات من سجلات مصادر بيانات المناخ، بالتزامن مع سجل درجات الحرارة المساعد الحديث الذي يغطي 170 سنة الأخيرة فقط على النطاق العالمي. وقد أظهرت عمليات إعادة التنظيم واسعة النطاق التي تغطي جزءًا من الألفية الأولى والثانية أن درجات الحرارة الأخيرة استثنائية. استنتج تقرير التقييم الرابع للجنة الدولية للتغيرات المناخية سنة 2007 أن «متوسط درجات الحرارة في نصف الكرة الشمالي خلال النصف الثاني من القرن العشرين كانت على الأرجح أعلى مما كانت عليه خلال 500 سنة الماضية، ومن المرجح أن تكون أعلى بما لا يقل عن 1300 سنة الماضية». توضح الرسوم البيانية لإعادة تنظيم درجات الحرارة على نطاق واسع الزيادة الحادة في درجات الحرارة خلال القرن الماضي. سنة 2010، دُعم هذا النمط الواسع من أكثر من 24 عملية إعادة تنظيم، باستخدام طرق إحصائية مختلفة ومجموعات من سجلات مصادر بيانات المناخ، مع اختلاف قياسات ما قبل القرن العشرين. يؤدي تنافر سجلات مصادر البيانات إلى قدر كبير من عدم اليقين للفترات السابقة.
تُعايَر سجلات مصادر بيانات المناخ الفردية، مثل عرض وكثافة حلقات الأشجار المستخدمة في علم المناخ الشجري، مقابل سجل الأدوات لفترة التداخل. تستخدم شبكات مثل هذه السجلات لإعادة تنظيم درجات الحرارة السابقة للمناطق. استُخدمت بدائل حلقات الأشجار لإعادة تنظيم درجات الحرارة خارج الاستوائية في نصف الكرة الشمالي –في المناطق الاستوائية لا تشكل الأشجار حلقات- لكنها تقتصر على المناطق البرية وهي نادرة في نصف الكرة الجنوبي حيث تنتشر المحيطات. وتُوفر تغطية أوسع بإعادة تنظيم درجات الحرارة من سجلات متعددة لمصادر البيانات، التي تضم رواسب البحيرات، والعينات الجليدية والمرجان في مناطق مختلفة، واستخدام أساليب إحصائية لربط العوامل المتفرقة بالأعداد الأكبر من سجلات حلقات الأشجار. تستخدم طريقة القياس الإضافي المركب على نطاق واسع لإعادة تشكيل درجات الحرارة المتوسطة لنصف الكرة الغربي أو العالمي باستخدام بدائل متعددة على نطاق واسع، وتكملها أساليب إعادة تشكيل الحقول المناخية، التي تبين كيفية تطور الأنماط المناخية على مساحات مكانية كبيرة، ما يجعل إعادة البناء مفيدة لدراسة التقلبات الطبيعية والتذبذبات طويلة الأجل، ولإجراء مقارنات مع الأنماط التي تنتجها النماذج المناخية. خلال 1900 سنة قبل القرن العشرين، من المرجح أن الفترة الأدفأ كانت من 950 إلى 1100، مع قمم في أوقات مختلفة في مناطق مختلفة. سُميت هذه الفترة بفترة القرون الوسطى الدافئة، تشير بعض الأدلة إلى انتشار الظروف الأكثر برودة نحو القرن السابع عشر، المعروف باسم العصر الجليدي الصغير. أكد المعارضون أن الفترة الدافئة في القرون الوسطى كانت أدفأ مقارنةً بالوقت الحاضر، وشككوا في بيانات وأساليب إعادة تشكيل المناخ.

## التقنيات العامة والدقة
حتى الآن، أفضل فترة لوحظت هي من 1850 إلى الوقت الحاضر، إذ تحسنت التغطية بمرور الوقت. خلال هذه الفترة، كان للسجل الفعال الأخير الذي يستند أساسًا إلى قراءات قياس الحرارة المباشرة تغطية عالمية تقريبًا. يظهر ارتفاع عام في درجات الحرارة العالمية. قبل هذا الوقت يجب استخدام مختلف مصادر البيانات. وهذا أقل دقة من قياس الحرارة مباشرةً، وقدر أقل من الاستبانة الزمانية والتغطية المكانية. وتتمثل الميزة الوحيدة في إمكانية تسجيل سجل أطول يُعاد تنظيمه. ولما كان سجل درجة الحرارة المباشر أدق من مصادر البيانات -بل إن الأمر يحتاج إلى معايرة هذه المصادر- فإنه يُستخدم عندما يكون متاحًا، أي من سنة 1850 فصاعدًا.